# Уэбб, Лардариус
Лардариус Уэбб (англ. Lardarius Webb; 12 октября 1985, Опелика, Алабама) — американский футболист, корнербек и сэйфти. С 2009 по 2017 год выступал в НФЛ в составе клуба «Балтимор Рэйвенс». Победитель Супербоула XLVII. На студенческом уровне играл за команду Государственного университета Николлс. На драфте НФЛ 2009 года был выбран в третьем раунде.

## Карьера
На драфте НФЛ 2009 года Уэбб был задрафтован «Балтимором» в третьем раунде под общим 88 номером. В НФЛ он выступал в течение девяти лет, несмотря на то, что дважды получал разрыв крестообразных связок колена. В составе команды выиграл Супербоул XLVII. За карьеру сделал 15 перехватов, что по состоянию на 2019 год было шестым результатом в истории клуба.
После завершения карьеры Уэбб основал компанию Zone 21, проводящую тренировочные лагеря для подростков, планирующих играть в футбол в старшей школе.